# Пчеличката Мая: Филмът
„Пчеличката Мая: Филмът“ (на английски: Maya the Bee/Maya the Bee Movie) е немско-австралийска компютърна анимация от 2014 г. на режисьор Алекс Стейдърман, който е базиран на едноименната аниме поредица от 1975 г. и е свободно базиран на немската детска книга „Приключенията на Пчеличката Мая“, написана от Валдемар Бонзелс. Озвучаващия състав се състои от Коко Джак Гилс, Коуди Смит Макфий, Ноа Тейлър, Ричард Роксбърг, Джаки Уийвър, Джъстин Кларк и Мириам Марголис.
Премиерата на филма се състои на 4 септември 2014 г. в Южна Корея, в Германия – на 11 септември, и в Австралия на 1 ноември. Две продължения на филмовата поредица са пуснати – „Игрите на меда“ през 2018 г. и The Golden Orb през 2021 г.